# Lambayeque (distrito)
Lambayeque é um distrito do Peru, departamento de Lambayeque, localizada na província de Lambayeque.

## Transporte
O distrito de Lambayeque é servido pela seguinte rodovia:
- PE-1N, que liga o distrito de Aguas Verdes (Região de Tumbes - Ponte Huaquillas/Aguas Verdes (Fronteira Equador-Peru) - e a rodovia equatoriana E50 - à cidade de Lima (Província de Lima)
- PE-1NJ, que liga a cidade ao distrito de Piura (Região de Piura)
- LA-109, que liga a cidade ao distrito de Chiclayo [1][2][3]